# 사망탑
《사망탑》(Tower Of Death, Death Tower)은 한국, 홍콩에서 제작된 강범구 감독의 1980년 액션, 드라마, 미스터리, 범죄 영화이다. 이소룡 등이 주연으로 출연하였고 이우석 등이 제작에 참여하였다.

## 출연

### 주연
- 이소룡
- 김태정
- 황정리
- 로이 호랜

### 조연
- 리하이성

## 기타
- 조명: 임취
- 조연출: 채휘
- 녹음: 주소룡, 김성찬
- 미술: 이명수
- 분장: 나려연
- 의상: 노서련
- 무술연출: 원화평
- 무술조연출: 원표, 원규,리하이성